# Ratpenat de Joffre
El ratpenat de Joffre (Mirostrellus joffrei) és una espècie de ratpenat de la família dels vespertiliònids que viu exclusivament a Myanmar.
Està amenaçat d'extinció per la pèrdua del seu hàbitat natural.